# Эршад, Рушан
Рушан Эршад (англ. Rowshan Ershad; род. 19 июля 1941, Мименсингх, Британская Индия) — государственный и политический деятель Бангладеш. Состоит в партии Джатия. Является членом Национальной ассамблеи Бангладеш от избирательного округа Маймансингх-4 и действующим лидером оппозиции в 11-м созыве парламента. Старший сопредседатель партии Джатья и вдова бывшего президента Бангладеш Хуссейна Мохаммада Эршада.

## Биография
В 1982—1990 годах в качестве первой леди активно занималась социальной защитой и продвигала права женщин и детей. Была главным покровителем организации «Bangladesh Jatiya Mohila Sangstha». В 1975 году стала основателем и председателем «Sena Paribar Kalliyan Samity» (Ассоциация семейного благосостояния вооружённых сил). В 1985 году присутствовала на Специальной конвенции ООН по борьбе со злоупотреблением наркотиками.

## Личная жизнь
В 1956 году вышла замуж за Хуссейна Мохаммада Эршада. У пары родился сын Саад и дочь Джебин.

## Примечание
1. ↑  Won’t stay minister long: Rowshan. bdnews24.com (24 ноября 2013). Дата обращения: 4 апреля 2020. Архивировано 24 октября 2021 года.
2. ↑  28 ministers out, effectively. Dhaka Tribune (21 ноября 2013). Дата обращения: 4 апреля 2020. Архивировано 28 октября 2021 года.
3. ↑  Constituency 149_11th_En. Bangladesh Parliament. Дата обращения: 15 апреля 2019. Архивировано 28 июля 2019 года.
4. ↑  List of 11th Parliament Members. Bangladesh Parliament. Дата обращения: 10 января 2018. Архивировано 15 апреля 2021 года.
5. ↑  বিরোধী দলীয় নেতা রওশন, উপনেতা জিএম কাদের | The Daily Star Bangla
6. ↑  Miazee, Manik (6 января 2014). Rowshan Ershad to be opposition leader. Dhaka Tribune. Архивировано 30 января 2018. Дата обращения: 21 марта 2021.
7. ↑  President of the People's Republic of Bangladesh Hussain Muhammad Ershad, First Lady Begum Raushan Ershad - Pamphlet. — Padma Printers Bangladesh. — P. 28–31.
8. ↑  Ershad passes away (англ.). The Daily Star (14 июля 2019). Дата обращения: 14 июля 2019. Архивировано 14 июля 2019 года.